# 奧凱航空
奥凯航空公司是中国大陆第一家民营航空公司，其基地位于天津滨海国际机场、长沙黄花国际机场和西安咸阳国际机场。IATA：BK，ICAO：OKA。

## 历史
2004年6月，奥凯航空公司在重庆正式成立。
2005年2月从中国民用航空总局获得运营执照。同年3月11日，奥凯航空执行了其航班号为BK2811的首个航班天津-长沙-昆明。
2008年12月2日，由于担心内部股东和管理层的矛盾影响航空安全，中国民用航空华北地区管理局要求奥凯航空要在12月15日至1月15日停航一个月。
2010年3月5日，大田集团出资5亿元人民币收购奥凯航空100%股权，其中包括均瑶集团持股63%，大地桥公司持股26%，三名自然人持股11%。大田集团董事长王树生任奥凯航空董事长、法定代表人。
2014年5月23日，奥凯航空有限公司与湖南省政府在长沙签署战略合作协议。奥凯航空将大力发展在湘客货运输业务，把长沙黄花国际机场建设为其主运营基地之一。
2014年8月中旬，中国民用航空局批复同意奥凯航空有限公司以长沙黄花国际机场为基地设立湖南分公司。
2014年12月12日，奥凯航空有限公司湖南分公司正式揭牌成立。此举标志着奥凯航空以湖南为重点，全力进军中国中部航空市场。
2016年10月30日起，奥凯航空不再运营新舟60，支线业务并入幸福航空。
2017年1月11日，奥凯航空与陕西省西咸新区空港新城管理委员会在海南省三亚签署奥凯航空陕西运营基地项目入区协议，该协议致力于开发建设奥凯航空陕西运营基地，项目用地面积约60亩，总投资约3.1亿元。

## 与Fedex合作
聯邦快遞依托奥凯航空航线资源推出国内快递服务，双方签订协议5年。全新的国内快递业务于2007年6月投入运营，为北京、上海、广州、佛山、宁波等19个城市提供次日送达限时服务，以及为全国200多个城市提供次日和隔日送达服务。2008年12月2日，由于担心内部股东和管理层的矛盾影响航空安全，中国民用航空华北地区管理局要求奥凯航空要在12月15日至1月15日停航一个月，因此联邦快递中断了与奥凯航空的合作。

## MA60的运营情况
2007年7月18日，与中航工业下属的西飞公司、租赁公司签署了10架新舟60飞机的合同，国产支线客机首次以融资租赁的模式批量进入国内市场。
2008年7月31日，首架新舟60飞机交付奥凯航空公司。
2015年1月29日下午，奥凯航空新引进的第13架新舟60（机身号：B3725）国产飞机顺利降落在天津滨海国际机场。至此，奥凯航空成为全球最大的新舟飞机运营商。
2016年10月30日起，奥凯航空不再运营新舟60，支线业务并入幸福航空。

## 事故
- 2014年2月25日16时42分，一架载有30多名乘客，航班号为BK2870的奥凯航空新舟60客机从天津滨海国际机场起飞，飞抵沈阳桃仙国际机场上空准备降落时，由于左起落架“放下锁好”指示故障，无法确认起落架是否放下锁好，不得不盘旋耗油。19点40分左右，飞机低飞通场，机场确认起落架已经放下。20时18分，飞机在盘旋近三小时后正常降落[9]。